# Ys (serie)
Ys (イース Īsu?)  (pronunciación en inglés: /ˈiːs/) es una serie de videojuegos de rol de acción japonesa para PC y videoconsolas, creada por Nihon Falcom. Su primer videojuego se publicó en 1987 para NEC PC-8801. Los videojuegos de Ys han sido publicados para X1, X1turbo, MSX2, FM-7/77, FM-77AV, NEC PC-9801, X68000, Sega Master System, Sega Mega Drive, Sega Saturn, Nintendo Entertainment System, Super Nintendo, Nintendo DS, PC, PlayStation 2, PlayStation Portable, TurboGrafx / PC-Engine CD-ROM, teléfono móvil, en la Consola Virtual de Wii y en PlayStation Vita.

## Trama
La serie Ys narra las aventuras de Adol Christin, un joven pelirrojo, con un gusto por la aventura y una extraña habilidad para estar en el lugar correcto en el momento adecuado. La jugabilidad por lo general gira en torno a Adol, aunque su compañero, Dogi, es un compañero frecuente en sus viajes.
En Ys Origin, las diosas, Feena y Reah separaron la tierra de Ys de Esteria mientras los demonios intentaron construir la torre de Darm, dejándolo en 25 pisos de altura, debido a la intervención de los sacerdotes.
En Ys I y II, aparece Adol, que naufragó en Esteria, y al recuperarse, decide investigar Esteria. Cuando subió al último piso de la torre de Darm, se enfrentó con Dark Fact, y tras la lectura de los libros de Ys, Adol es transportado a la isla flotante y su objetivo es descubrir los secretos de Ys y enfrentarse a Darm, un demonio creado por la perla negra.
En Ys IV, no solo están las diosas: Eldeel, un alado negro -antes blanco- necesita de la máscara del sol y la perla negra para despertar a los alados negros. Sin embargo, Adol sufrió de amnesia antes de llegar a Celceta y parte del ejército romuno intenta usar esa máscara con fines vandálicos. Adol debe eliminar a los romunos impostores antes de que estalle la primera guerra romuna, y de paso, detener a Eldeel antes de que destruya Celceta. Ys IV se dividió en 3 partes, siendo Memories of Celceta la versión correcta, Mask of the Sun que tiene una historia base previa a la nueva, y The Dawn of Ys un spin-off de la anterior.
En Ys III, un mensajero de los alados, Genos, advierte que Galbalan (acortado a Galba) intenta destruir el mundo, y además, Galba causó la extinción de los alados, por lo que Adol debe ir a Felghana a eliminarlo. Y no es el único Galba en el planeta: Leeza, en Memories of Celceta, controla otro Galba llamado Sol.
En Ys V, Adol debe investigar el desierto Kefin, cerca de Xandria y descubrir los secretos del reino de arena Kefin. Primera intervención de Terra, en auscencia de Dogi.
En Ys VI, los piratas de Adol están siendo atacados por la armada romuna, cayéndose Adol en el vórtice y, al recuperarse, empieza con la exploración de las islas Canaán. Además, nuevos Galbas aparecieron en estas islas.
En Ys VII, Adol empieza a investigar en Altago, acerca de demonios que rodean la ciudad.
En Ys VIII, Adol naufraga en Greek, Eresia, en donde una nueva aventura le espera.
Ys IX es la continuación de Ys VIII. El argumento no está claro.

## Jugabilidad
En Ys I y II y en los primeros títulos de Ys IV, se utilizó el sistema de auto-ataque, es decir, el jugador utiliza exclusivamente las flechas del joypad para combatir. El jugador debe correr a Adol hacia los enemigos, dándoles golpes en el lado, la espalda o un poco fuera del centro de la delantera. Mientras que algunos juegos son por batallas por turnos o ataca manualmente, Ys  fue la primera serie en ataques automáticos (límitado por las flechas del joypad), conocido como "Bump", que diferencia de los demás juegos de rol de acción.
Además, fue una de las primeras series en recarga automática de HP cuando el personaje deja de moverse. La primera fue Hydlide. La recarga automática de HP es común en la mayoría de los juegos actuales.
Ys II utiliza un sistema de magia para atacar a enemigos. Al igual que el anterior, el HP MAX tiene un rango de 20 a 255, debido a razones técnicas incluso con las remasterizaciones y conversiones a otras plataformas.
Ys III: Wanderers from Ys adoptó un juego de acción y aventura de desplazamiento lateral, similar a Zelda II, con un botón de ataque, otro de salto y una variedad de ataques distintos. 
El esquema original de Ys I y II es devuelto en Ys IV: Mask of the Sun e Ys IV: The Dawn of Ys, mientras que Mask of the Sun de PlayStation 2 req. que el jugador presionara las teclas para atacar. El HP MAX de Ys IV: The Dawn of Ys se elevó a 512.
Con Ys V: Lost Kefin, Kingdom of Sand, el juego adoptó una completa vista aérea, eliminando sistema "Bump" utilizado en Ys I y II, requiriendo que el jugador presionara los botones para atacar, cargar o cambiar conjuro, saltar, abrir el mapa o usar el escudo. Además, el HP MAX llega al tope de 999 en la versión de Super NES.
Ys VI: The Ark of Napishtim gráficamente se apartó de sus predecesores, por el uso de gráficos tridimensionales y su modo de juego hack and slash, sin bloqueo activo. Ys III: The Oath in Felghana e Ys Origin comparte este esquema.
Ys VII incorpora el bloqueo activo, e introduce habilidades, combos llamados EXTRA y protección flash (llamado flash guard), que cancela todo daño antes de tiempo. Fallando la protección flash recibirá daños extra comparado con los daños sin protección del todo. Memories of Celceta incorpora la evasión flash (llamado flash move), que evita que los personajes sean dañados. Una evasión flash exitosa reduce la precisión al enemigo, dando la oportunidad al jugador para atacarlo. Ys VIII y IX continua usando ese estilo. Además, se eliminó el límite de los 3 dígitos del HP MAX.

## La torre de Darm
Algo no menor en Ys I, es la torre de Darm (Dahm en Legacy of Ys). En la historia, es una torre desierta y sin terminar. Esta torre tiene un anexo ubicado en el piso 16, a 3/4 de la altura total.
En el juego, los inmortales de Ys envejecieron debido a que los humanos sobreusaron la magia con la perla negra. En consecuencia, aparecieron monstruos y personas codiciosas por el poder de este artefacto. Ciertas personas, incluyendo a los 6 sacerdotes, arrancaron al templo de Solomon (Salmon en Legacy of Ys) y utilizaron la perla negra para que Ys despegue, creando un cielo seguro. Los demonios, intentaron construir la torre de Darm, día y noche, con el objetivo de alcanzar el templo de Solomon y usar la perla negra con fines malignos. 700 años después, esta torre está sin terminar, quedando en 25 pisos de altura. Al terminar Ys II, esta torre fue sellada para que no salgan más demonios dentro de ella.

## Videojuegos

### En Japón
La serie de Ys tiene sus raíces en la computadora japonesa NEC PC-8801. Cada uno de los primeros tres juegos fueron publicados en esa primera plataforma. Los puertos de las series de juegos para consolas generalmente han sido manipulados por diversas empresas concesionarias, tales como Hudson Soft, Tonkinhouse y Konami.
Dos versiones particulares del cuarto juego fueron lanzadas, y Falcom licencia las dos versiones a cabo: la versión de Super NES de Tonkinhouse (que había ocupado el puerto de Super NES de Ys III), titulada Ys IV: Mask of the Sun, y la PC Engine, la versión de Hudson (que había portado los tres juegos anteriores a esa plataforma), titulada Ys IV: The Dawn of Ys. Hudson tomó ciertas libertades con este último, y como resultado, los dos juegos son muy diferentes. Ellos comparten la misma configuración, reparto, y gran parte de la trama básica, pero la estructura real de la historia juega a cabo de manera completamente diferente, al igual que los niveles del juego y los enemigos.
Mask Of The Sun es la continuación oficial de la serie. The Dawn of Ys tiene varios giros diferentes, trama inteligente, incluyendo algunas contradicciones importantes con la historia canónica. Por esta razón, The Dawn of Ys es básicamente un "universo alterno" tomar sobre los sucesos de Celceta. Una reedición de Mask Of The Sun para PlayStation 2 fue publicada en mayo de 2005, con el nombre de Ys IV: Mask of the Sun - A New Theory. Otra reedición es Ys IV: Memories of Celceta, lanzada el 2012 para PlayStation Vita, nombrara originalmente Foliage Ocean in Celceta y sobreescribe el libreto a los 2 primeros juegos de la sub-serie Ys IV.
Cuando Falcom publicó Ys V, que salió sólo en una sola plataforma: la Super Nintendo. Como título independiente, fue uno de muchos juegos de última generación que se aprovechó de la capacidad real de la SNES, en parte por las libertades que se tomó con la jugabilidad (en particular, Adol puede saltar, atacar con su espada o usar magia). Se consideró muy fácil, en respuesta a esto, Falcom pronto sacó Ys V Expert, una versión más difícil de juego. En marzo de 2006, Taito publicó una remasterización para PlayStation 2 de Ys V en Japón.
Después de esto, la serie estuvo inactiva durante ocho años (a excepción de reediciones como Ys Eternal), tiempo durante el cual Falcom abandonado por completo el desarrollo de la consola, eligiendo en su lugar de centrarse en la plataforma Microsoft Windows. De la nada, que anunció un nuevo juego de la serie, titulado Ys VI: The Ark of Napishtim, que fue lanzado el 27 de septiembre de 2003. Se tomó lo Ys V había hecho y refinado, convirtiéndola en un videojuego de rol de acción muy rápido, que en general fue bien recibido.
A principios de 2005, un nuevo título en la serie fue anunciado, este título Ys III: The Oath en Felghana, que es una "reinvención" de Ys III con una vista elevada, que cubre el mismo terreno que el original, pero en expansión en ella en gran medida. Se podría considerar un retcon, pero una vez menores, ya que, básicamente, aclara y amplía sobre los acontecimientos de Ys III, en lugar de sobrescribir por completo. A pesar de lo mucho que ha cambiado, Falcom aclaró que no es Ys VII. Fue lanzado el 30 de junio de 2005.
Un juego de estrategia llamada Ys Strategy fue lanzado el 16 de marzo de 2006 en Japón para la consola Nintendo DS. A diferencia del resto de la serie, este juego es un juego de estrategia en tiempo real en lugar de un RPG de acción. Se recibió críticas negativas y el desprecio general de los aficionados.
Un nuevo juego Ys titulado Ys origin fue publicado en diciembre de 2006. Se lleva a cabo 700 años antes de los acontecimientos del primer juego, justo después de la separación de Ys de Esteria. Los dos personajes iniciales son Yunica Toba y Hugo Fact. Las historias de los dos personajes a jugar a algo diferente durante las interacciones de carácter. Adol no aparece, aparte de ser un personaje de bonificación ocultos. Falcom ha lanzado una nueva versión del juego que requiere un número de registro de copia de serie enviado a Falcom, junto con los gastos de envío para obtener un disco de mejora adicional para el juego. Con este disco el jugador podría jugar como Adol, junto con varias otras nuevas características.
Ys VII fue lanzado para PlayStation Portable el 2009.
Ys VIII: Lacrimosa of Dana se lanzó el 21 de julio de 2016 para PlayStation Vita y un año después en PlayStation 4, Windows y Nintendo Switch.
Ys IX: Monstrum Nox fue lanzado en septiembre de 2019 para PlayStation 4.

### En inglés
Hasta 2005, sólo los tres primeros juegos de Ys estaban disponibles en Estados Unidos: Ys I: Ancient Ys Vanished, Ys I y II, e Ys III: Wanderers from Ys. Las versiones del original PC-8801, las de PC-9801, X1 y MSX2, así como las de Famicom siguen siendo exclusivo de Japón. Versiones en inglés de los juegos japoneses para PC de Ys VI: The ark of Napishtim para PlayStation 2 y PSP fueron lanzados por Konami en 2005 y 2006, respectivamente, marcando el primer lanzamiento en inglés en la serie en 13 años.
Las reediciones originales para Microsoft Windows eran Ys I y II Eternal. Más tarde, hubo una nueva publicación compilada, el cual desplazó de gráficos de Ys Eternal a niveles de Ys II Eternal (más profundidad de color, principalmente) e hizo la banda sonora un sonido más coherente entre los dos. Esta fue lanzada como Ys I & II completa (escrita como Ys I & II Complete). Más tarde, una vez que estaba fuera de impresión, Falcom comenzó a vender las dos de nuevo por separado, como Ys I completa e Ys II completa. Falcom se ha complicado con el problema, cambiando el Eternal a "completa" en todos los anuncios y las cajas exteriores, pero no en los juegos en sí. En uno de los parches en inglés, los mapas de bits internos son modificados con el fin de reflejar el cambio externo para las cajas.
Hubo traducciones no oficiales de Ys desde el 2002, partiendo con Ys I & II completa, las 2 primeras versiones de Ys IV, Ys III: Wanderers from Ys para Famicom y Master System, Ys III: The Oath in Felghana, Ys V: Lost Kefin, Kingdom of Sand, Ys VI: The Ark of Napishtim y finalmente Ys Origin. Algunas traducciones para ciertas versiones y consolas eran incompletas y en caso de Ys VI e Ys IV: The Dawn of Ys, se cancelarón debido a derechos de autor de Konami. Finalmente, Nicolas Livaditis, uno de los traductores, creó la traducción completa al inglés de Ys IV: The Dawn of Ys. Xseed Games compró la traducción de Ys III: The Oath in Felghana, del traductor actual Jeff Nussbaum, que era más preciso que los demás traductores, y además, las traducciones sin licencia eran ilegales. XSEED también planea comprar los scripts de traducción de Ys I, Ys II e Ys Origin.
No fue así hasta el 2006 en Europa cuando lanzó la traducción de Ys Strategy.
Nintendo agregó Ys Libros I y II a los Estados Unidos a través del servicio de Consola Virtual el 25 de agosto de 2008. Consola Virtual permite a los propietarios de la Wii y Wii U descargar videojuegos clásicos. Atlus lanzó los juegos en un paquete titulado Legacy of Ys: Books I & II el 24 de febrero de 2009, para la Nintendo DS.
En mayo de 2010, XSEED Games anunció planes para localizar los juegos de PSP Ys I & II Cronicles, Ys: The Oath in Felghana y Ys 7, todas publicadas el 2011.
El 2012, XSEED lanzó las traducciones de Ys III: The Oath in Felghana e Ys Origin, y el 2013, Ys I & II Chronicles+, todas para PC mediante Steam. La programadora de XSEED Games Sara combinó los gráficos de Ys I y II Chronicles junto con su compilado favorito Ys I y II completa, permitiendo elegir los packs de sonidos (entre la original PC88/98, la versión Eternal y la versión Chronicles) y los packs de retratos (entre Complete y Chronicles), permite ver u ocultar el recuadro utilizado en Ys I y II Complete y soporte para jugarlo en ventana.
El 2013, XSEED lanzó para PSvita, Ys IV: Memories of Celceta en Estados Unidos, con un lanzamiento el 21 de febrero de 2014 para Europa por parte de Nippon Ichi.
Debido a los errores de Konami, el marzo de 2015, XSEED Games corrigió todos los errores de redacción de Ys VI: The ark of Napishtim durante el lanzamiento para PC. Nihon Falcom, por su parte, se creó un parche para la versión japonesa que corrige incompatibilidades de Windows 8 y 10.

## Animación
Existen dos series de anime OVA de Ys, con el primero que abarca siete episodios y cubriendo los acontecimientos del primer juego, y el segundo lo largo de cuatro episodios y suelta que cubre los acontecimientos de el segundo juego. El primer anime se expande en la historia relativamente delgada de Ys I con un recuento del prólogo, que anteriormente sólo dice en los manuales de texto en japonés originales.
Ambas series fueron lanzadas en DVD en inglés por de anime Media Blasters etiquetado "AnimeWorks". Se pueden comprar por separado, o en un set que contiene tres discos, titulado Ys Legacy. Las pistas dobladas y el audio tienen cambios en algunos nombres de personajes ("Dark Fact", convirtiéndose en "Dark Factor", "Adol", convirtiéndose en "Adle", y "Lilia", convirtiéndose en "Lillian", por ejemplo). Las pronunciaciones de los nombres de varios son incoherentes, a veces en la misma escena.
Incluido en uno de los discos es lo que parece ser una vista previa de un anime basado en Ys IV. Esta fue creada por Falcom como un "falso" tráiler en busca de los estudios de animación diferentes, para ver si alguien estaba interesado en la producción de la serie. No tenían tomadores, sin embargo, por lo que este avance es todo lo que existe el rumor de anime de Ys IV.

## Banda sonora
Otro aspecto que siempre ha trabajado Nihon Falcom son las bandas sonoras producidas mayoritariamente por la agrupación JDK.